# Pseudanthias georgei
Pseudanthias georgei är en fiskart som först beskrevs av Allen, 1976.  Pseudanthias georgei ingår i släktet Pseudanthias och familjen havsabborrfiskar. Inga underarter finns listade i Catalogue of Life.